# Canton de Plouguenast
Le canton de Plouguenast est une ancienne division administrative française, située dans le département des Côtes-d'Armor et la région Bretagne.

## Composition
Le canton de Plouguenast regroupait les communes suivantes :
- Gausson ;
- Langast ;
- Plémy ;
- Plessala ;
- Plouguenast.

## Démographie
| 1962  | 1968  | 1975  | 1982  | 1990  | 1999  | 2006  | 2011  | 2012  |
| ----- | ----- | ----- | ----- | ----- | ----- | ----- | ----- | ----- |
| 7 888 | 7 302 | 6 927 | 6 687 | 6 389 | 6 290 | 6 433 | 6 684 | 6 656 |

## Histoire
- De 1840 à 1848, les cantons de Collinée et de Plouguenast avaient le même conseiller général. Le nombre de conseillers généraux était limité à 30 par département[3].

## Représentation

### Conseillers généraux de 1833 à 2015
| Période | Période          | Identité                                    | Étiquette         | Qualité                                                                      |
| ------- | ---------------- | ------------------------------------------- | ----------------- | ---------------------------------------------------------------------------- |
| 1833    | 1848             | Henri Marie Besnard de Kerdreux (1815-1862) |                   | Armateur à Plérin                                                            |
| 1848    | 1864             | Jean-Baptiste Doré                          |                   | Notaire Maire de Plémy (1833-1863)                                           |
| 1864    | 1870             | Charles-Aristide Féburier                   |                   | Inspecteur général des Ponts et Chaussées en retraite                        |
| 1870    | 1895             | Aimé Nicol de la Belleissus                 | Droite            | Propriétaire à Bellenoë et à Saint-Brieuc Ancien magistrat                   |
| 1895    | 1907             | Eugène Mando                                | GD                | Député (1898-1921) Sénateur (1921-1939) Langast                              |
| 1907    | 1922 (démission) | Georges Duval (1874-1963)                   | Droite            | Maire de Langast Conseiller d'arrondissement                                 |
| 1922    | 1937             | Louis-Félix Carré                           | URD               | Maire de Langast                                                             |
| 1937    | 1940             | Paul Morane                                 | URD               | Ingénieur à Plémet, administrateur de sociétés d'aviation Député (1936-1942) |
|         |                  |                                             |                   |                                                                              |
| 1945    | 1951             | Eugène Rouillé (1917-1972)                  | MRP               | Maire de Plessala (à partir de 1944)                                         |
| 1951    | 1958             | Ange Marsouin (1896-1974)                   | PPUS              | Cultivateur Maire de Gausson (1945-1965)                                     |
| 1958    | 1970             | Jean Morin                                  | DVD               | Intendant général en retraite Maire de Plouguenast (1953-1972)               |
| 1970    | 1976             | Guy Caro                                    | PSU puis DVG      | Médecin psychiatre et alcoologue à Paris puis à Rennes                       |
| 1976    | 1982             | Marie-Madeleine Dienesch                    | UDR app. puis RPR | Enseignante Députée (1945-1968, 1974, 1978-1981) Ministre (1968-1974)        |
| 1982    | 1994             | Lucien Boscher                              | UDF-CDS           | Vétérinaire Maire de Plouguenast (1983-1998)                                 |
| 1994    | 2008             | Guy Le Helloco                              | PS                | Chef d'entreprise Maire de Gausson (1988-2020)                               |
| 2008    | 2015             | Ange Helloco                                | DVG               | Cadre Maire de Plouguenast (1999-2018)                                       |

### Conseillers d'arrondissement (de 1833 à 1940)
Le canton de Plouguenast faisait partie de l'arrondissement de Loudéac jusqu'à sa disparition en 1926.
| Période                                  | Période | Identité                       | Étiquette             | Qualité |
| ---------------------------------------- | ------- | ------------------------------ | --------------------- | --- |
| 1833                                     | 1842    | Alexis Marie Trobert père      |                       | Adjoint au maire de Plouguenast                                                                             |
| 1842                                     | 18..    | Eugène Marie Jouny (1811-1886) |                       | Greffier au Tribunal civil de Loudéac (né à Plouguenast)                                                    |
|                                          |         |                                |                       | |
|                                          | 1904    | Mathurin Jaigu                 | Républicain           | Notaire à Plessala                                                                                          |
| 1904                                     | 1907    | Georges Duval                  | Libéral               | Maire de Langast                                                                                            |
| 1907                                     | 1913    | Jean-Louis Hamon               | Radical               | Entrepreneur à Plouguenast                                                                                  |
| 1913                                     | 1922    |                                |                       | |
| 1922                                     | 1928    | Yves Hamon                     | RG                    | Entrepreneur à Plouguenast                                                                                  |
| 1928                                     | 1940    | Alain Gallais                  | Républicain démocrate | Maire de Plouguenast (1919-1940)                                                                            |
| 1940                                     |         |                                |                       | Les conseils d'arrondissement ont été suspendus par la loi du 12 octobre 1940 et n'ont jamais été réactivés |
| Les données manquantes sont à compléter. |         |                                |                       | |